# Huis Croÿ
De familie Croÿ (ook Croy of Croij) is een adellijk geslacht, oorspronkelijk uit Hongarije en later afkomstig uit Picardië. Leden van dit geslacht speelden een belangrijke rol in de eenmaking van de Nederlanden onder de Bourgondische hertogen, en vervolgens onder de Habsburgers.

## Oorsprong
De geslachtsnaam is afgeleid van de heerlijkheid Croÿ of Crouÿ aan de Somme, het huidige Crouy-Saint-Pierre (Somme). De oudste bekende telg is Guillaume de Croÿ (†1370) die voor het eerst vermeld wordt in 1357. Het geslacht dankt zijn rijkdom echter met name aan het huwelijk van Willem van Croÿ (overleden ca. 1364) met Isabella van Renty.
Jan I, heer van Croÿ, zoon van de stamvader, werd stadhouder van Artesië maar sneuvelde in 1415 in de slag bij Azincourt. Zijn dochter Agnes van Croÿ werd de minnares van Jan zonder Vrees en de moeder van Jan VI van Bourgondië, bisschop van Kamerijk. Mede dankzij deze connectie maakten de Croÿs in dienst van de hertogen van Bourgondië een snelle opgang.

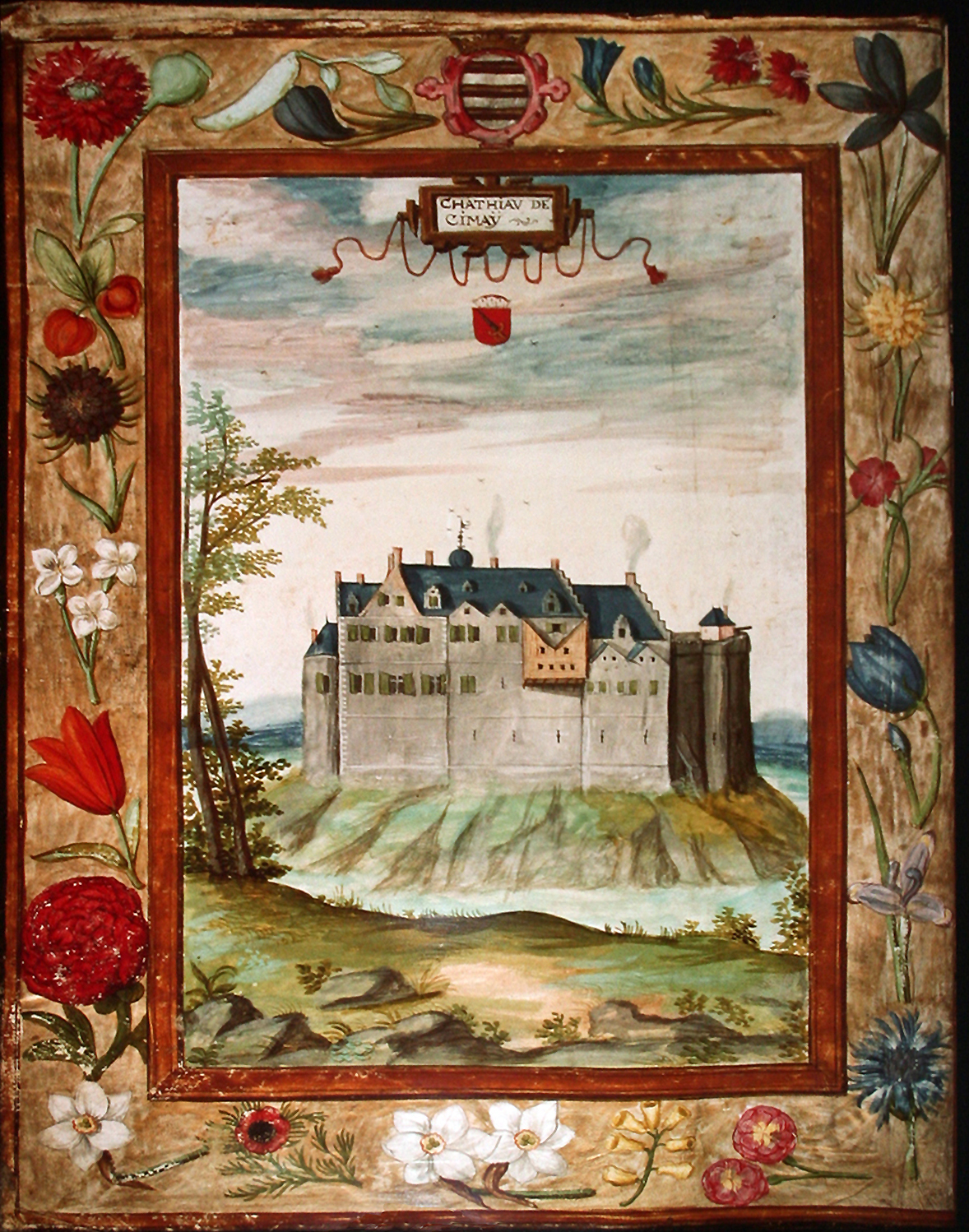
Het kasteel van Chimay.

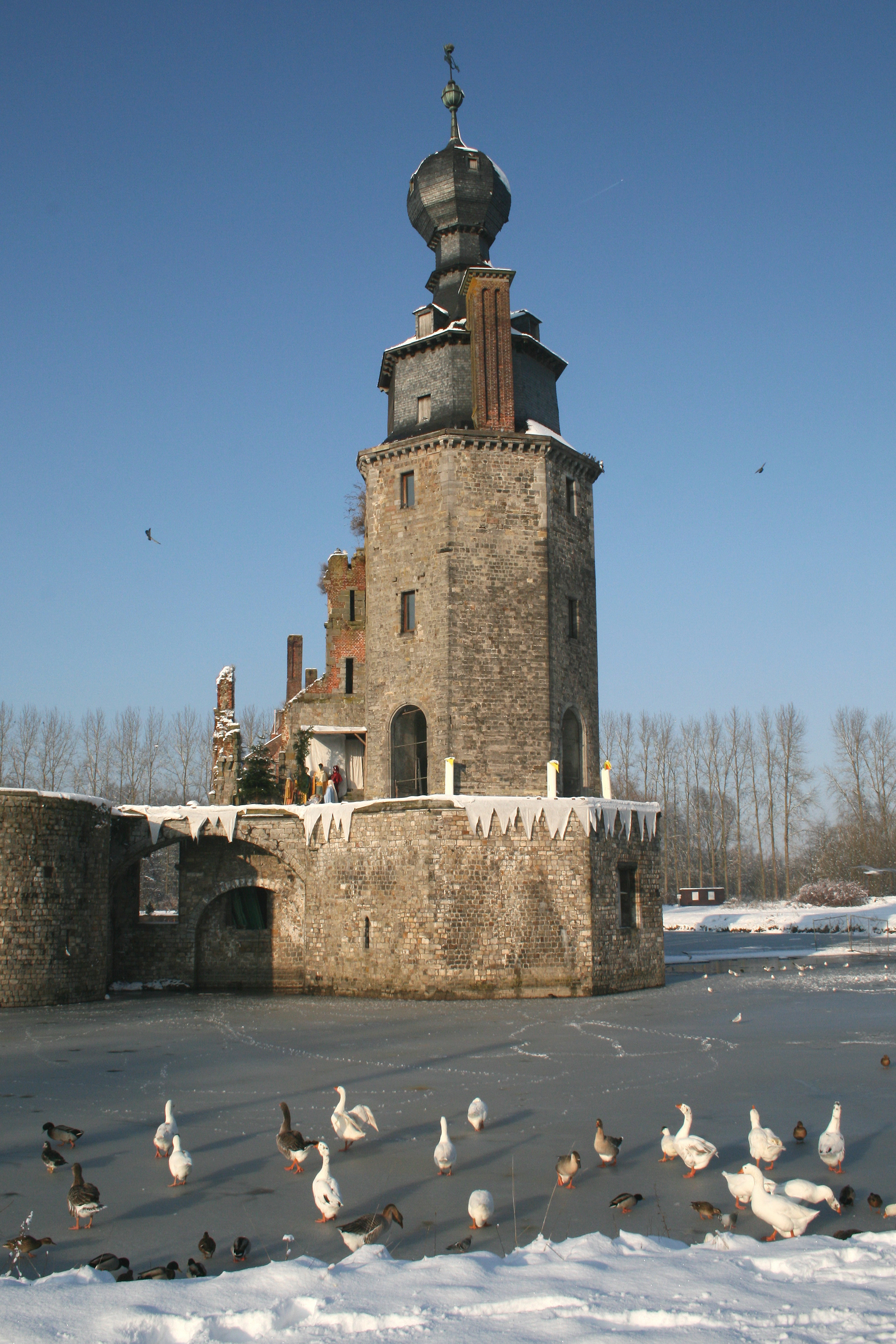
Het kasteel van Havré.

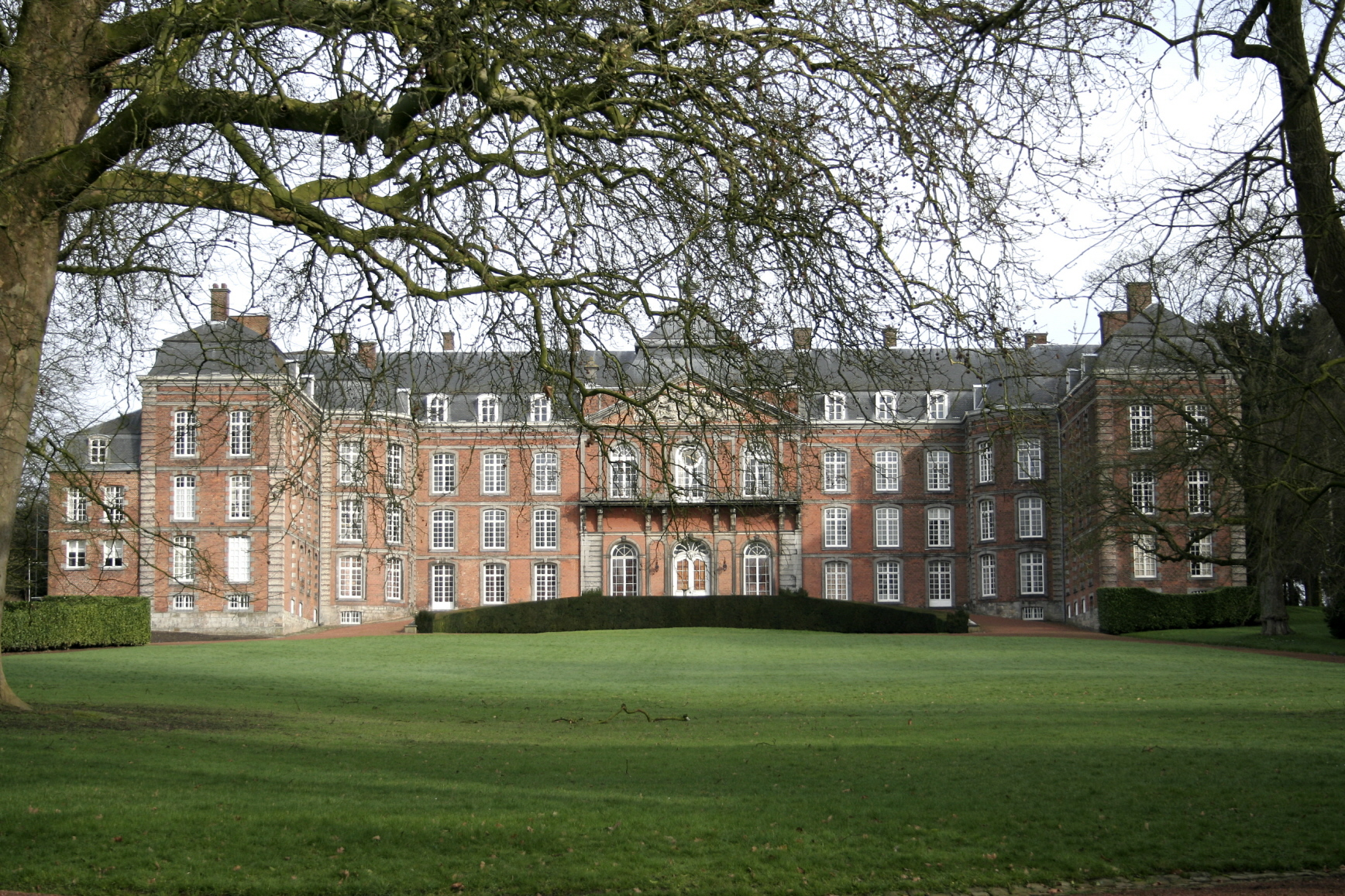
Het kasteel van Le Roeulx.

De zoon van Jan en broer van Agnès, Anton, de Grote Croÿ (1385-1475), graaf van Porcéan en Guînes, werd de stamvader van de tak Croÿ-Aarschot, hertogen van Aarschot (tak uitgestorven in 1612), en van de tak Croÿ-Rœulx, heren en later graven van Rœulx (tak uitgestorven in 1767).
De jongere broer van Anton, Jan II, graaf van Chimay, stadhouder van Henegouwen en Namen, werd de stamvader van de tak Croÿ-Chimay, graven en prinsen van Chimay (tak uitgestorven in 1527), en van de tak Croÿ-Sempy, markgraven van Sempy bij Montreuil. Uit deze laatste tak ontstonden later de tak Croÿ-Solre, graven van Solre in Henegouwen, nu in Frankrijk vlak bij de Belgische grens, de tak Croÿ-Renty, markgraven van Renty bij Sint-Omaars (tak uitgestorven in 1683), en de tak Croÿ-Havré, hertogen van Havré bij Bergen (tak uitgestorven in 1849).
Naast de al genoemde heerlijkheden, waren sommige takken van de familie onder andere ook hertog van Soria en Archi (Napels), graaf van Meghem, heer van Cresecques, markgraaf van Warneck, heer van Fontenoy, baron en markgraaf van Molembais. De vrijgezellen in de familie bekleedden macht als aartsbisschop van Toledo of bisschop van Kamerijk, Doornik of Terwaan.

## Moderne takken
August (1765-1822), nazaat van Jan van Croÿ-Solre, had vijf kinderen uit twee huwelijken. Rond 1800 waren zij de laatste leden van het huis Croÿ. Alle takken van de familie die nu in België, Frankrijk, Duitsland, Oostenrijk en Tsjechië leven, stammen van hem af. De Westfaalse, Boheemse en Franse takken stammen af van de oudste zoon Alfred (1789-1861). Drie Belgische takken stammen af van de tweede zoon Ferdinand (1791-1865), met name: de Croÿ-Solre, de Croÿ-Rœulx (niet te verwarren met de vroegere gelijknamige takken) en de Croÿ-Rumillies. De derde zoon Filips (1801-1871) ligt aan de basis van de Oostenrijkse tak. In Duitsland, Tsjechië en Oostenrijk noemt de familie zich von Croÿ, in Frankrijk en België de Croÿ. Spreek uit 'Creuj'.
August Filips vader Anne-Emanuel werd door de bepalingen van de Reichsdeputationshauptschluss in 1803 voor zijn aan de Fransen verloren gebieden op de linker Rijnoever gecompenseerd met het graafschap Dülmen (300 km² met 16.000 inwoners). Deze staat werd echter reeds in 1806 gemediatiseerd. In 1815 werd hij als hertog van Croÿ-Dülmen Standesherr van de Duitse Bond. Telkens de oudste zoon in deze Westfaalse tak noemt zich nog steeds hertog van Croÿ: August (9e), Alfred (10e), Rudolf (11e), Karl (12e), Karl (13e), Carl (14e), Rudolf (15e). Tot deze tak hoorde ook Isabella, die gehuwd was met aartshertog Frederik van Oostenrijk.

## Bekende telgen
- Anton I van Croÿ (1385–1475), de Grote Croÿ, Bourgondisch staatsman
- Filips I van Croÿ (1435-1511), graaf van Porcéan, stadhouder van Luxemburg
- Willem II van Croÿ (1458-1521), heer van Chièvres, hertog van Soria en Archi, landvoogd van de Nederlanden
- Willem van Croÿ (1497-1521), kardinaal en aartsbisschop van Toledo
- Karel van Croÿ, bisschop van Doornik
- Jacob van Croÿ (1436-1516), zoon van Jan II graaf van Chimay, sinds 1502 bisschop van Kamerijk.
- Filips II van Croÿ-Aarschot (1496–1549), neef van Willem, hertog van Aarschot, stadhouder van Henegouwen
- Filips III van Croÿ-Aarschot (1526-1595), zoon van Filips II, hertog van Aarschot, stadhouder van Vlaanderen
- Karel Filips van Croÿ-Havré (1549-1613), zoon van Filips II, krijgs- en staatsman
- Karel van Croÿ-Aarschot (1560-1612), zoon van Filips III, krijgs- en staatsman,
- Ferry van Croÿ-Roeulx (? - 1524), heer van Roeulx, stadhouder van Artesië
- Adriaan van Croÿ (†1553), graaf van Roeulx, stadhouder van Vlaanderen en Artesië
- Jan van Croÿ (? - 1581), graaf van Roeulx, stadhouder van Vlaanderen en Artesië, later van Namen
- Karel Alexander van Croÿ (1581-1624), Spaans militair
- Ernst Bogislaw van Croÿ (1620-1684), bisschop van Kammin, Brandenburgs stadhouder van Pommeren en Pruisen
- Karel Eugenius van Croÿ-Rœulx (1651-1702), Duits en Russisch militair
- Emanuel van Croÿ (1718-1784), militair, vertrouweling van Lodewijk XV
- Anne Emmanuel van Croÿ (1743-1803), week uit naar het Duitse Rijk, verkreeg in 1803 het graafschap Dülmen
- August van Croÿ (1765-1822), zoon van Anne-Emanuel, tot 1806 regerend graaf van Dülmen, stamvader van alle hedendaagse takken
- Isabella van Croÿ (1856-1931), prinses van Croÿ-Dülmen en later door huwelijk aartshertogin van Oostenrijk.
- Henri de Croÿ-Solre (°1958)

## Hertogen van Croÿ
De titel hertog van Croÿ werd door koning Hendrik IV van Frankrijk verleend aan Karel III van Croÿ. Waar andere titels die voor het huis Croÿ in het leven zijn geroepen, zoals hertog van Aarschot of Prins van Chimay, in de loop der tijden bij het uitsterven van de hoofdlijn zijn overgegaan naar andere families, is deze titel specifiek aan de familie Croÿ gebonden. De titel wordt nog steeds gedragen door het familiehoofd, thans in de Westfaalse tak van het huis Croÿ-Solre.
- Karel III van Croÿ-Aarschot (°1560 - 1598 - 1612)
- Karel Alexander van Croÿ-Havré (°1574 - 1612 - 1624), neef van voorgaande
- Ernst van Croÿ (°1588 - 1624 - 1631), broer van voorgaande
- Ernst Bogislaw (°1620 - 1631 - 1684), zoon van voorgaande
- Ferdinand Gaston Lamoraal van Croÿ-Roeulx (1684 - 1720)
- Ferdinand Gaston (°1709 - 1720 - 1767), kleinzoon van voorgaande
- Emanuel van Croÿ-Solre (°1718 - 1767 - 1784)
- Anne Emmanuel (°1743 - 1784 - 1803), zoon van voorgaande
- Auguste Philippe (°1765 - 1803 - 1822), zoon van voorgaande
- Alfred Franz Friedrich Philipp (°1789 - 1822 - 1861), zoon van voorgaande
- Rudolf Maximilian Konstantin (°1823 - 1861 - 1902), zoon van voorgaande
- Karl Alfred (°1859 - 1902 - 1906), zoon van voorgaande
- Karl Rudolf Engelbert Phillipp Leo (°1889 - 1906 - 1974), zoon van voorgaande
- Karl Emmanuel (°1914 - 1974 - 2011), zoon van voorgaande
- Rudolf Carl Rupprecht (°1955), hertog sinds 2011, zoon van voorgaande

## Wapens

Stamwapen van Croÿ
Stamwapen van Croÿ
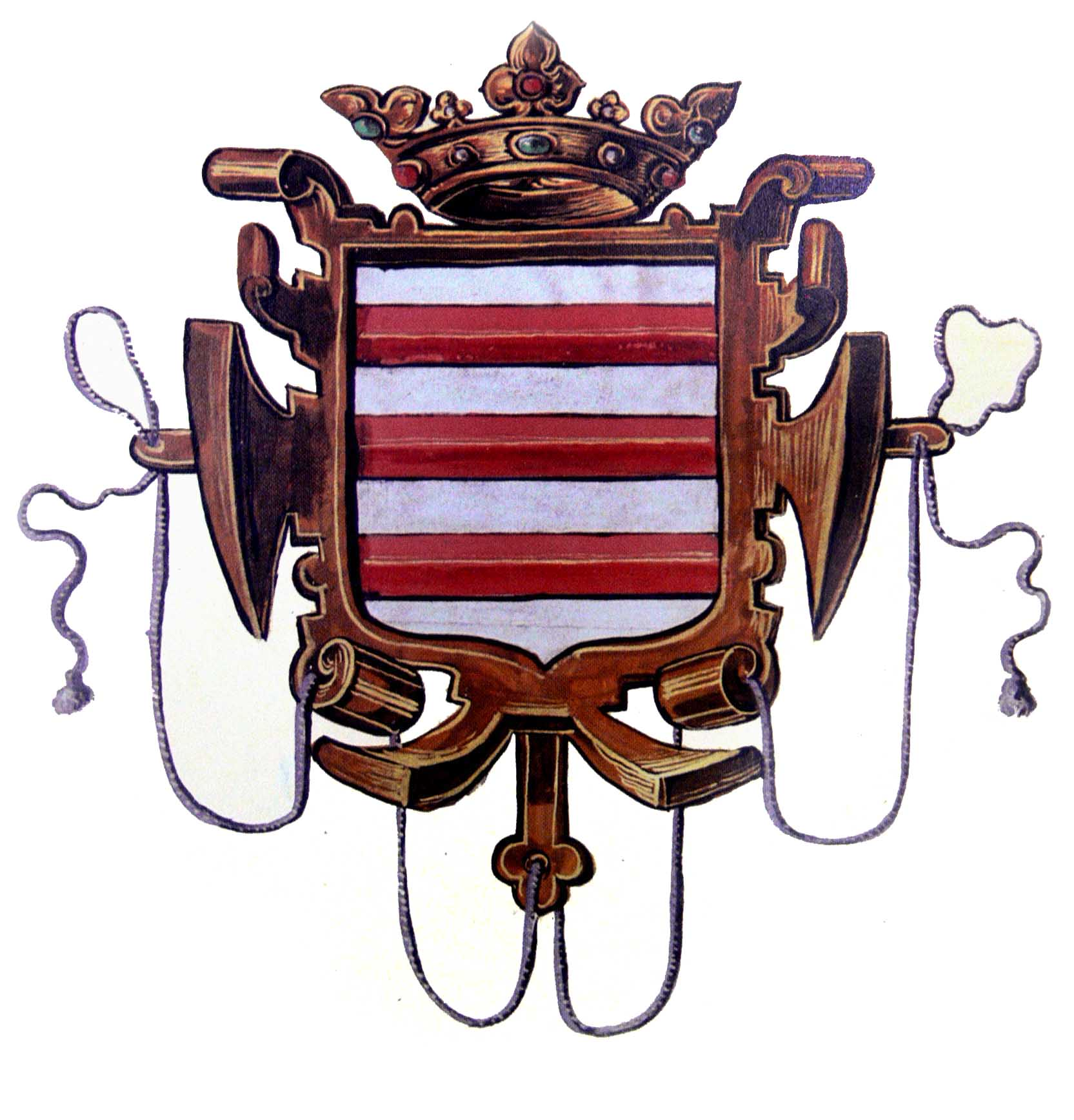
Karel III de Croÿ, bisschop (1560-1612)
Croÿ wapen gulden vlies
Stamwapen van Croÿ Renty
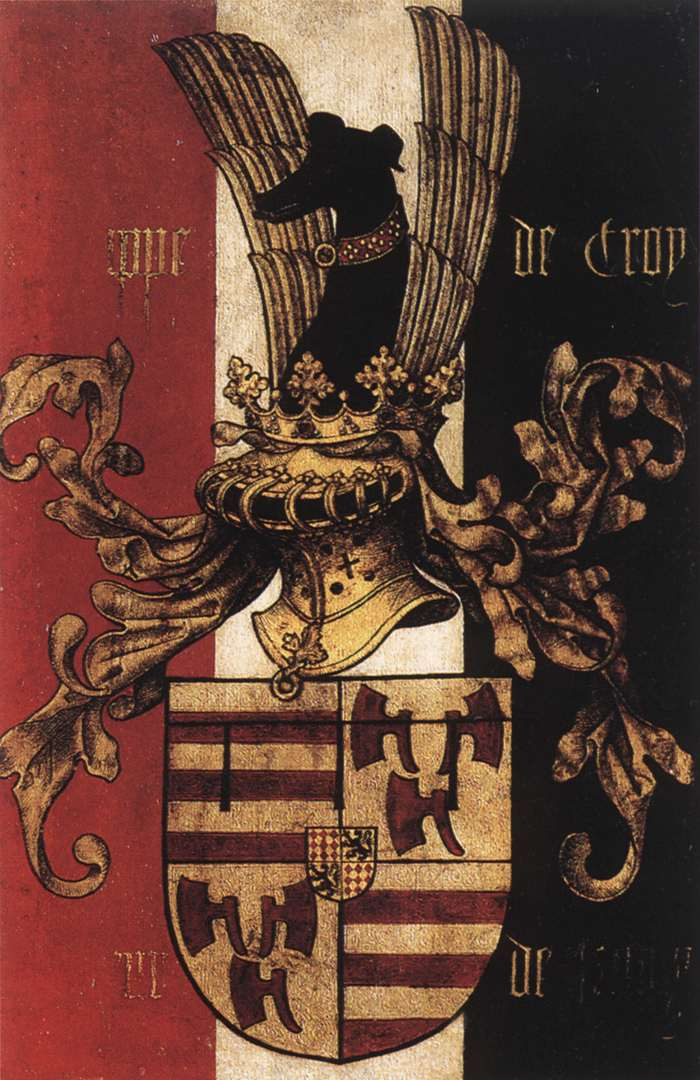
Philipp I van Croÿ ca. 1460
Stamwapen van Croÿ Renty
Jan I van Croÿ (-1415)
Jan III van Croÿ (1380-1473)
Croÿ-Flandres-Craon (Croÿ-Chimay)
Michiel van Croÿ-Sempy (-1516)
Jan Rubempré-Croÿ (-1477)
Willem van Croÿ (1458-1521)
Croÿ-Chièvre
Adriaan van Croÿ (1475-1553)
Croÿ-Rœulx
Willem III van Croÿ-Renty
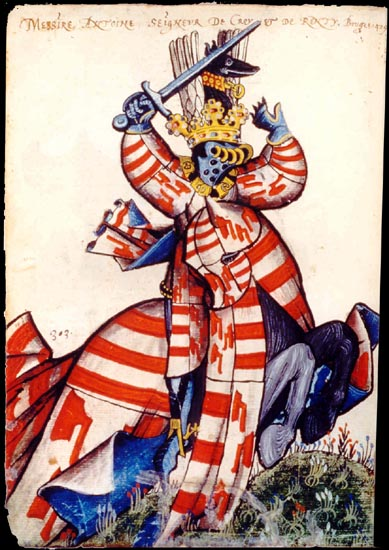
Anton van Croÿ Renty (1385-1475)
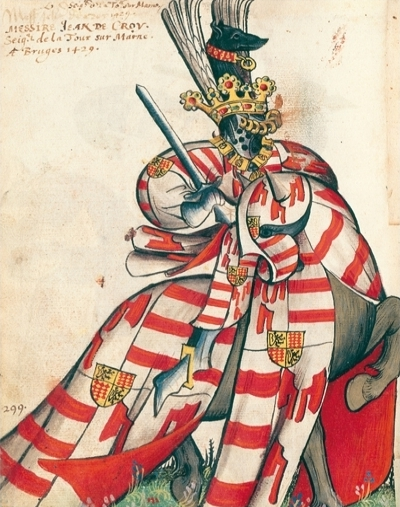
Johan II van Croÿ Chimay (1403-1473)
Jan van Croÿ (ca. 1532-1581)
Filips van Croÿ (1549-1613)
Filips van Croÿ (1549-1613)
Emanuel van Croÿ (1718-1784)
Wapen van Croy-Solre-Dülmen.svg
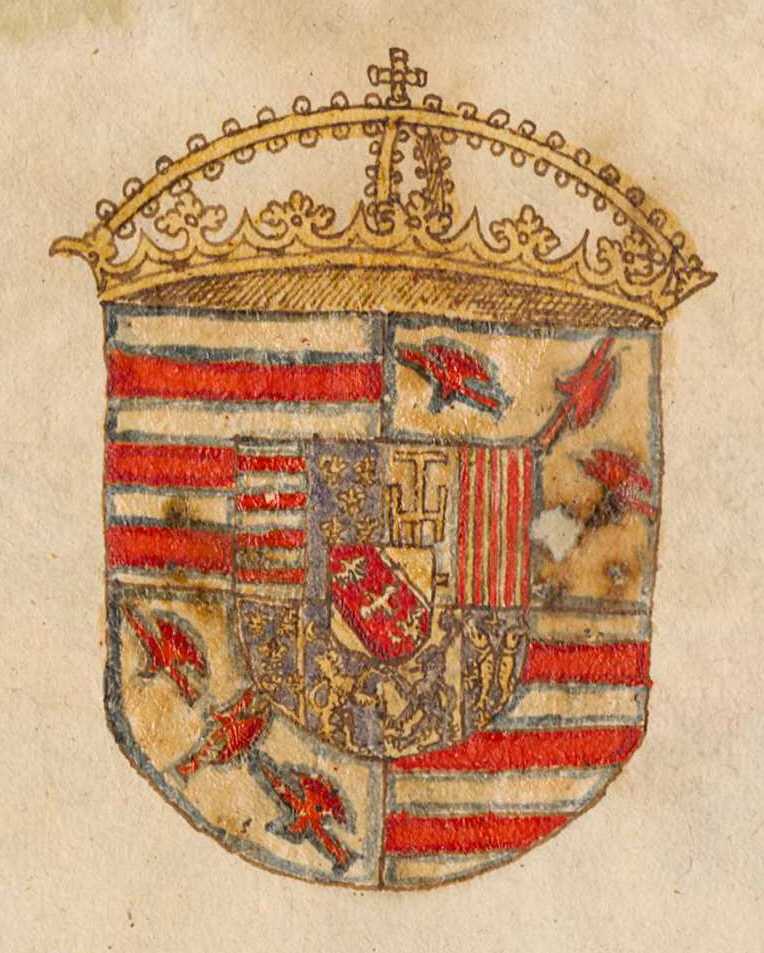
Croÿ-Havré 1594
Arenberg-Croÿ
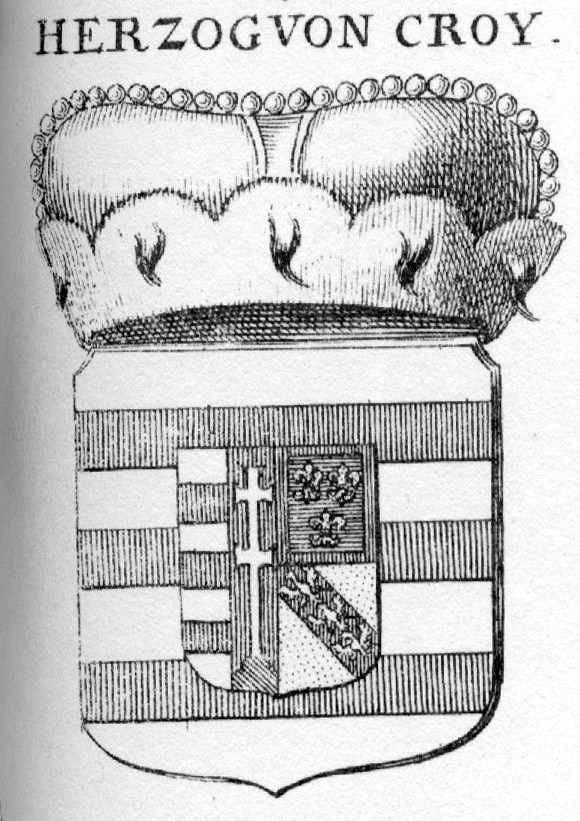
Siebmacher-Wappenbuch